# Ţarāqayah
Ţarāqayah (persiska: طَراقَيِه, طراقيه, Ţarāqayeh) är en ort i Iran.   Den ligger i provinsen Hamadan, i den nordvästra delen av landet, 280 km väster om huvudstaden Teheran. Ţarāqayah ligger 1 866 meter över havet och antalet invånare är 672.
Terrängen runt Ţarāqayah är huvudsakligen platt, men åt sydväst är den kuperad. Runt Ţarāqayah är det ganska tätbefolkat, med 75 invånare per kvadratkilometer. Närmaste större samhälle är Khabar Arkhī, 9,9 km nordväst om Ţarāqayah. Trakten runt Ţarāqayah består i huvudsak av gräsmarker.